# La Leçon de danse
La Leçon de danse est un tableau peint par Edgar Degas vers 1879. Il mesure 38 cm de haut sur 88 cm de large. Il est conservé à la National Gallery of Art à Washington. Elle appartient à ce musée depuis 1985. Avant cela, le tableau appartenait à la collection de Paul Mellon depuis 1957.